# World Series Baseball (série de jeux vidéo)
Cet article concerne la série de jeux vidéo. Pour les articles homonymes, voir World Series Baseball.
World Series Baseball est une série de jeux vidéo de baseball issue de la franchise du même nom et créée par Sega.

## Liste de jeux
En dehors du dernier jeu de la série, World Series Baseball 2K3, sorti à la fois sur Xbox et PlayStation 2 en Amérique du Nord, chaque jeu de la franchise est unique et demeure donc exclusif à son support, bien que certains portent le même nom.

### Game Gear
- 1993 - World Series Baseball
- 1994 - World Series Baseball '95
- 1995 - Nomo's World Series Baseball

### Mega Drive
- 1994 - World Series Baseball
- 1995 - World Series Baseball '95
- 1996 - World Series Baseball '96
- 1997 - World Series Baseball '98

### Mega Drive 32X
- 1996 - World Series Baseball starring Deion Sanders

### Sega Saturn
- 1995 - World Series Baseball
- 1996 - World Series Baseball II
- 1997 - World Series Baseball '98

### Naomi
- 1999 - World Series 99
- 2001 - World Series Baseball

### Dreamcast
- 2000 - World Series Baseball 2K1
- 2001 - World Series Baseball 2K2

### Windows
- 1996 - World Series Baseball '96

### Xbox
- 2002 - World Series Baseball
- 2003 - World Series Baseball 2K3

### PlayStation 2
- 2003 - World Series Baseball 2K3